# Copa Intertoto 1994
La Copa Intertoto 1994 es la 34.ª edición de este torneo de fútbol a nivel de clubes de Europa. Participaron 40 equipos de países miembros de la UEFA.
No hubo un ganador definido en vista de que el torneo solo consistía en una fase de grupos en la que los ganadores de cada grupo ganaban la copa, pero se considera al AIK de Suecia como el campeón por ser el club que mostró el mejor desempeño durante el torneo.

## Fase de grupos
Los 40 equipos fueron distribuidos en 8 grupos de 5 equipos cada uno, en donde el vencedor de cada grupo se llevó la copa y el premio monetario del torneo.

### Grupo 1
| Pos. | Equipo          | Pts. | PJ | PG | PE | PP | GF | GC | Dif. |
| ---- | --------------- | ---- | -- | -- | -- | -- | -- | -- | ---- |
| 1.º  | Halmstads BK    | 5    | 4  | 2  | 1  | 1  | 5  | 5  | 0    |
| 2.º  | Lokomotiv Sofia | 5    | 4  | 2  | 1  | 1  | 10 | 11 | −1   |
| 3.º  | Maccabi Netanya | 4    | 4  | 1  | 2  | 1  | 5  | 5  | 0    |
| 4.º  | Sparta Prague   | 3    | 4  | 1  | 1  | 2  | 8  | 7  | 1    |
| 5.º  | Silkeborg IF    | 3    | 4  | 1  | 1  | 2  | 8  | 8  | 0    |

|     | HAL | LOK | NET | SPA | SIL |
| --- | --- | --- | --- | --- | --- |
| HAL |     | -   | 2-1 | -   | 2-0 |
| LOK | 3-0 |     | -   | 3-2 | -   |
| NET | -   | 2-2 |     | 2-1 | -   |
| SPA | 1-1 | -   | -   |     | 4-1 |
| SIL | -   | 7-2 | 0-0 | -   |     |

### Grupo 2
| Pos. | Equipo             | Pts. | PJ | PG | PE | PP | GF | GC | Dif. |
| ---- | ------------------ | ---- | -- | -- | -- | -- | -- | -- | ---- |
| 1.º  | Young Boys         | 6    | 4  | 3  | 0  | 1  | 6  | 2  | 4    |
| 2.º  | Hapoel Be'er Sheva | 5    | 4  | 2  | 1  | 1  | 9  | 5  | 4    |
| 3.º  | Craiova            | 5    | 4  | 2  | 1  | 1  | 6  | 3  | 3    |
| 4.º  | Karlsruhe          | 3    | 4  | 1  | 1  | 2  | 2  | 4  | −2   |
| 5.º  | Häcken             | 1    | 4  | 0  | 1  | 3  | 3  | 12 | −9   |

|     | YOU | HBS | CRA | KSC | HAC |
| --- | --- | --- | --- | --- | --- |
| YOU |     | -   | 1-0 | -   | 4-1 |
| HBS | 1-0 |     | -   | -   | 6-1 |
| CRA | -   | 3-1 |     | 2-0 | -   |
| KSC | 0-1 | 1-1 | -   |     | -   |
| HAC | -   | -   | 1-1 | 0-1 |     |

### Grupo 3
| Pos. | Equipo           | Pts. | PJ | PG | PE | PP | GF | GC | Dif. |
| ---- | ---------------- | ---- | -- | -- | -- | -- | -- | -- | ---- |
| 1.º  | AIK              | 7    | 4  | 3  | 1  | 0  | 9  | 5  | 4    |
| 2.º  | Bayer Leverkusen | 4    | 4  | 2  | 0  | 2  | 8  | 6  | 2    |
| 3.º  | Sparta Rotterdam | 3    | 3  | 1  | 1  | 1  | 6  | 6  | 0    |
| 4.º  | Lausanne-Sport   | 3    | 4  | 1  | 1  | 2  | 3  | 5  | −2   |
| 5.º  | Tirol Innsbruck  | 1    | 3  | 0  | 1  | 2  | 1  | 5  | −4   |

|     | AIK | B04 | SPA | LAU | TIR |
| --- | --- | --- | --- | --- | --- |
| AIK |     | 3-2 | -   | -   | 2-0 |
| B04 | -   |     | 3-1 | -   | 3-1 |
| SPA | 2-2 | -   |     | 3-1 | -   |
| LAU | 1-2 | 1-0 | -   |     | -   |
| TIR | -   | -   | Int | 0-0 |     |

### Grupo 4
| Pos. | Equipo           | Pts. | PJ | PG | PE | PP | GF | GC | Dif. |
| ---- | ---------------- | ---- | -- | -- | -- | -- | -- | -- | ---- |
| 1.º  | Hamburger SV     | 6    | 4  | 3  | 0  | 1  | 11 | 5  | 6    |
| 2.º  | Váci Izzó        | 6    | 4  | 3  | 0  | 1  | 10 | 5  | 5    |
| 3.º  | České Budějovice | 5    | 4  | 2  | 1  | 1  | 5  | 4  | 1    |
| 4.º  | Inter Bratislava | 2    | 4  | 1  | 0  | 3  | 5  | 8  | −3   |
| 5.º  | Ikast FS         | 1    | 4  | 0  | 1  | 3  | 3  | 12 | −9   |

|     | HSV | VAC | CES | INT | IKA |
| --- | --- | --- | --- | --- | --- |
| HSV |     | 2-1 | -   | 3-1 | -   |
| VAC | -   |     | -   | 3-2 | 4-0 |
| CES | 2-1 | 1-2 |     | -   | -   |
| INT | -   | -   | 0-1 |     | 2-1 |
| IKA | 1-5 | -   | 1-1 | -   |     |

### Grupo 5
| Pos. | Equipo        | Pts. | PJ | PG | PE | PP | GF | GC | Dif. |
| ---- | ------------- | ---- | -- | -- | -- | -- | -- | -- | ---- |
| 1.º  | Békéscsaba    | 6    | 4  | 3  | 0  | 1  | 14 | 7  | 7    |
| 2.º  | OB            | 4    | 4  | 2  | 0  | 2  | 11 | 6  | 5    |
| 3.º  | Rapid Wien    | 4    | 4  | 2  | 0  | 2  | 4  | 6  | −2   |
| 4.º  | Dinamo Dresde | 3    | 4  | 1  | 1  | 2  | 6  | 6  | 0    |
| 5.º  | Sion          | 3    | 4  | 1  | 1  | 2  | 6  | 16 | −10  |

|     | BEK | OBK | RAP | DIN | SIO |
| --- | --- | --- | --- | --- | --- |
| BEK |     | 1-3 | 3-0 | -   | -   |
| OBK | -   |     | -   | 0-2 | 7-0 |
| RAP | -   | 3-1 |     | 1-0 | -   |
| DIN | 2-3 | -   | -   |     | 2-2 |
| SIO | 2-7 | -   | 2-0 | -   |     |

### Grupo 6
| Pos. | Equipo            | Pts. | PJ | PG | PE | PP | GF | GC | Dif. |
| ---- | ----------------- | ---- | -- | -- | -- | -- | -- | -- | ---- |
| 1.º  | Slovan Bratislava | 5    | 4  | 2  | 1  | 1  | 9  | 5  | 4    |
| 2.º  | Slavia Prague     | 5    | 4  | 2  | 1  | 1  | 9  | 6  | 3    |
| 3.º  | Servette          | 4    | 4  | 2  | 0  | 2  | 5  | 8  | −3   |
| 4.º  | Brøndby IF        | 3    | 4  | 1  | 1  | 2  | 7  | 9  | −2   |
| 5.º  | Admira Wacker     | 3    | 4  | 1  | 1  | 2  | 3  | 5  | −2   |

|     | SLO | SLA | SER | BRO | AWM |
| --- | --- | --- | --- | --- | --- |
| SLO |     | -   | 1-2 | -   | 3-0 |
| SLA | 2-4 |     | 3-1 | -   | -   |
| SER | -   | -   |     | 1-4 | 1-0 |
| BRO | 1-1 | 1-4 | -   |     | -   |
| AWM | -   | 0-0 | -   | 3-1 |     |

### Grupo 7
| Pos. | Equipo          | Pts. | PJ | PG | PE | PP | GF | GC | Dif. |
| ---- | --------------- | ---- | -- | -- | -- | -- | -- | -- | ---- |
| 1.º  | Grasshoppers    | 6    | 4  | 3  | 0  | 1  | 9  | 2  | 7    |
| 2.º  | Trelleborgs FF  | 6    | 4  | 3  | 0  | 1  | 8  | 4  | 4    |
| 3.º  | Aalborg         | 4    | 4  | 2  | 0  | 2  | 6  | 9  | −3   |
| 4.º  | MSV Duisburg    | 2    | 4  | 1  | 0  | 3  | 4  | 8  | −4   |
| 5.º  | Dunajská Streda | 2    | 4  | 1  | 0  | 3  | 3  | 7  | −4   |

|     | GRA | TRE | AAL | DUI | DAC |
| --- | --- | --- | --- | --- | --- |
| GRA |     | -   | 3-1 | -   | 3-0 |
| TRE | 1-0 |     | -   | 3-2 | -   |
| AAL | -   | 0-4 |     | -   | 3-1 |
| DUI | 0-3 | -   | 1-2 |     | -   |
| DAC | -   | 2-0 | -   | 0-1 |     |

### Grupo 8
| Pos. | Equipo         | Pts. | PJ | PG | PE | PP | GF | GC | Dif. |
| ---- | -------------- | ---- | -- | -- | -- | -- | -- | -- | ---- |
| 1.º  | Austria Wien   | 5    | 4  | 1  | 3  | 0  | 7  | 3  | 4    |
| 2.º  | IFK Norrköping | 5    | 4  | 1  | 3  | 0  | 7  | 5  | 2    |
| 3.º  | Willem II      | 4    | 4  | 2  | 0  | 2  | 4  | 7  | −3   |
| 4.º  | SM Caen        | 3    | 4  | 0  | 3  | 1  | 5  | 6  | −1   |
| 5.º  | Lyngby BK      | 3    | 4  | 0  | 3  | 1  | 6  | 8  | −2   |

|     | AUS | NOR | WII | SMC | LYN |
| --- | --- | --- | --- | --- | --- |
| AUS |     | 1-1 | 4-0 | -   | -   |
| NOR | -   |     | 2-0 | -   | 2-2 |
| WII | -   | -   |     | 1-0 | 3-1 |
| SMC | 1-1 | 2-2 | -   |     | -   |
| LYN | 1-1 | -   | -   | 2-2 |     |